# جوناثان كانتويل
جوناثان كانتويل (بالإنجليزية: Jonathan Cantwell)‏ مواليد 8 يناير 1982، هو دراج أسترالي في صنف سباق الدراجات على الطريق.

## وصلات خارجية
- الموقع الرسمي

## روابط خارجية
- جوناثان كانتويل على موقع الاتحاد الدولي للدراجات (الإنجليزية)
- جوناثان كانتويل على موقع أرشيف الدراجات (الإنجليزية)
- جوناثان كانتويل على موقع إحصائيات الدراجات الإحترافية (الإنجليزية)
- جوناثان كانتويل على موقع نسبة الدراجات (الإنجليزية)